# Chrysotrichia poecilostola
Chrysotrichia poecilostola är en nattsländeart som beskrevs av Wolfram Mey 1998. Chrysotrichia poecilostola ingår i släktet Chrysotrichia och familjen smånattsländor. Inga underarter finns listade i Catalogue of Life.